# Альфа Центавра A b

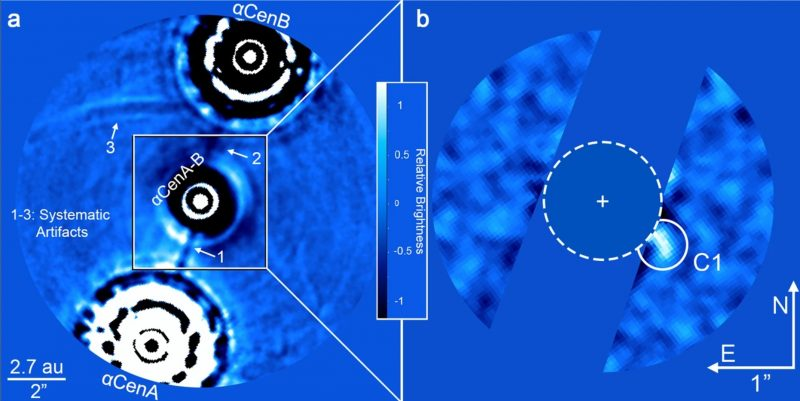
Прямое изображение Кандидата 1. 2019 год

Альфа Центавра A b (также известна под названием Кандидат 1 или C1) — неподтверждённый кандидат в экзопланеты в системе звезды Альфа Центавра А, открытый в 2019 году телескопом VLT методом прямого наблюдения. Предполагаемое расстояние от звезды — 1,1 а.е. (входит в зону обитаемости), период обращения — около 1 года, масса — от массы Нептуна до половины массы Сатурна; предположительно, газовый гигант.

## История открытия
Астрономы из проекта Breakthrough Watch Initiative, открывшие ранее экзопланету Проксима Центавра c, делали прямые снимки зоны обитаемости Альфы Центавра A с помощью новой системы, разработанной для съёмки экзопланет в среднем инфракрасном диапазоне. Предыдущие наблюдения, сделанные несколькими годами ранее, показали вероятность наличия у этой звезды экзопланеты. Команда, занимающаяся её исследованиями, представила открытие данного кандидата в экзопланеты в публикации в журнале Nature Communications под заголовком «Прямая съёмка планет с низкой массой в обитаемой зоне Альфы Центавра». Однако дуга наблюдения длиной лишь около 100 часов недостаточна, чтобы твёрдо определить, является ли источником обнаруженного сигнала планета, или же зодиакальная пыль, или сами инструменты съёмки.
«Открытие» этой планеты весьма предварительное, возможно, она даже не получит официальный статус кандидата в экзопланеты.
Проверку наличия планеты проект намерен осуществить специально создаваемым для поиска планет в системе Альфы Центавра телескопом Толиман, который планируется вывести на орбиту в 2024 году.

## Физические характеристики
Известно об этом кандидате в экзопланеты пока мало, однако некоторые его характеристики из проведённых наблюдений всё же можно извлечь. Если экзопланета существует, то она имеет при наблюдении с Земли наклонение орбиты относительно всей системы Альфы Центавра примерно в 70°. Алгоритм обнаружения показывает, что её масса примерно равна массе Нептуна, радиус лежит в пределах от 3,3 до 7 радиусов Земли, а масса превышает 50 масс Земли. В силу недостаточности наблюдений, уверенно определить тип этой экзопланеты пока трудно.